# Namegata
Namegata è una città giapponese della prefettura di Ibaraki.